# Tonle Sap
Il Tonlé Sap (ទន្លេសាប) è un sistema combinato tra lago e fiume di enorme importanza per la Cambogia. È il più grande lago di acqua dolce del sud-est asiatico ed è un punto ecologicamente critico, dichiarato "riserva della biosfera" dall'UNESCO nel 1997. Il nome significa "Grande fiume dalle acque fresche", ma viene più comunemente tradotto come "Grande lago".

## Descrizione
Il Tonlé Sap si trova al centro della Cambogia ed occupa il vasto bacino limitato a nord dalla catena dei Monti Dângrêk e a sudest dai Monti dei Cardamomi. Il lago occupa una depressione creata geologicamente dalla collisione del Subcontinente indiano con l'Asia. Inoltre lungo le sponde del vasto bacino lacustre sono situati alcuni interessanti villaggi galleggianti quale ad esempio quello di Chong Kneas, posto a breve distanza da Siem Reap, e da una isolata collina chiamata Phnom Krom.
Alimentato da numerosi immissari, tributa al Mekong tramite un fiume chiamato a sua volta Tonlé Sap e lungo 110 km, ma limitatamente al periodo dell'anno compreso tra ottobre e giugno; nella stagione estiva, a causa delle piogge monsoniche, le acque del fiume scorrono in senso opposto cosicché la superficie del lago passa da 2500–3000 km² (stagione secca) a 10000–20000 km² (in khmer il suo nome significa appunto “grande lago”), mentre la sua profondità aumenta da 2–3 m fino a un massimo di 14 m. Il Tonle Sap funge così da bacino regolatore del Mekong, situato com'è poco a monte del suo delta, impedendone rovinose alluvioni nella stagione delle piogge. Nelle regioni costiere è intensamente praticata l'agricoltura (riso), favorita dai terreni resi fertilissimi dalle periodiche inondazioni del lago; altra grande risorsa è la pesca, che alimenta una fiorente industria conserviera.
Il sistema pulsante con l'enorme zona allagata, la ricca biodiversità e il deposito annuale di ricchi sedimenti portati dal Mekong rendono il Tonle Sap una delle zone di pesca interne più ricche del mondo, fornendo cibo per più di 3 milioni di persone, contribuendo per il 75% al totale della pesca interna della Cambogia e al 60% del consumo proteico dell'intera popolazione cambogiana. Al termine della stagione delle piogge, il corso si inverte ed il pesce viene portato a valle. L'inversione del flusso del fiume Tonle Sap, che peraltro è lungo 110 km, agisce anche da valvola di sicurezza per prevenire altri allagamenti più a valle. Durante la stagione secca (da dicembre ad aprile) il Tonle Sap fornisce circa il 50% del flusso del delta del Mekong in Vietnam.
Diversi osservatori, ed anche la gente del posto ha spesso affermato che il Lago Tonle Sap si sta velocemente riempiendo di sedimenti. Tuttavia dei recenti studi sulla sedimentazione a lungo termine mostrano che il lago Tonle Sap è rimasto nell'intervallo di sedimentazione di 0,1-0,16 mm l'anno fin da circa 5500 anni. Non c'è perciò il pericolo che si riempia a breve di sedimenti, che quindi non sono una minaccia ma una parte importante dell'ecosistema, fornendo nutrimento per la produttività delle zone allagate.

## Galleria d'immagini

Tonlé Sap
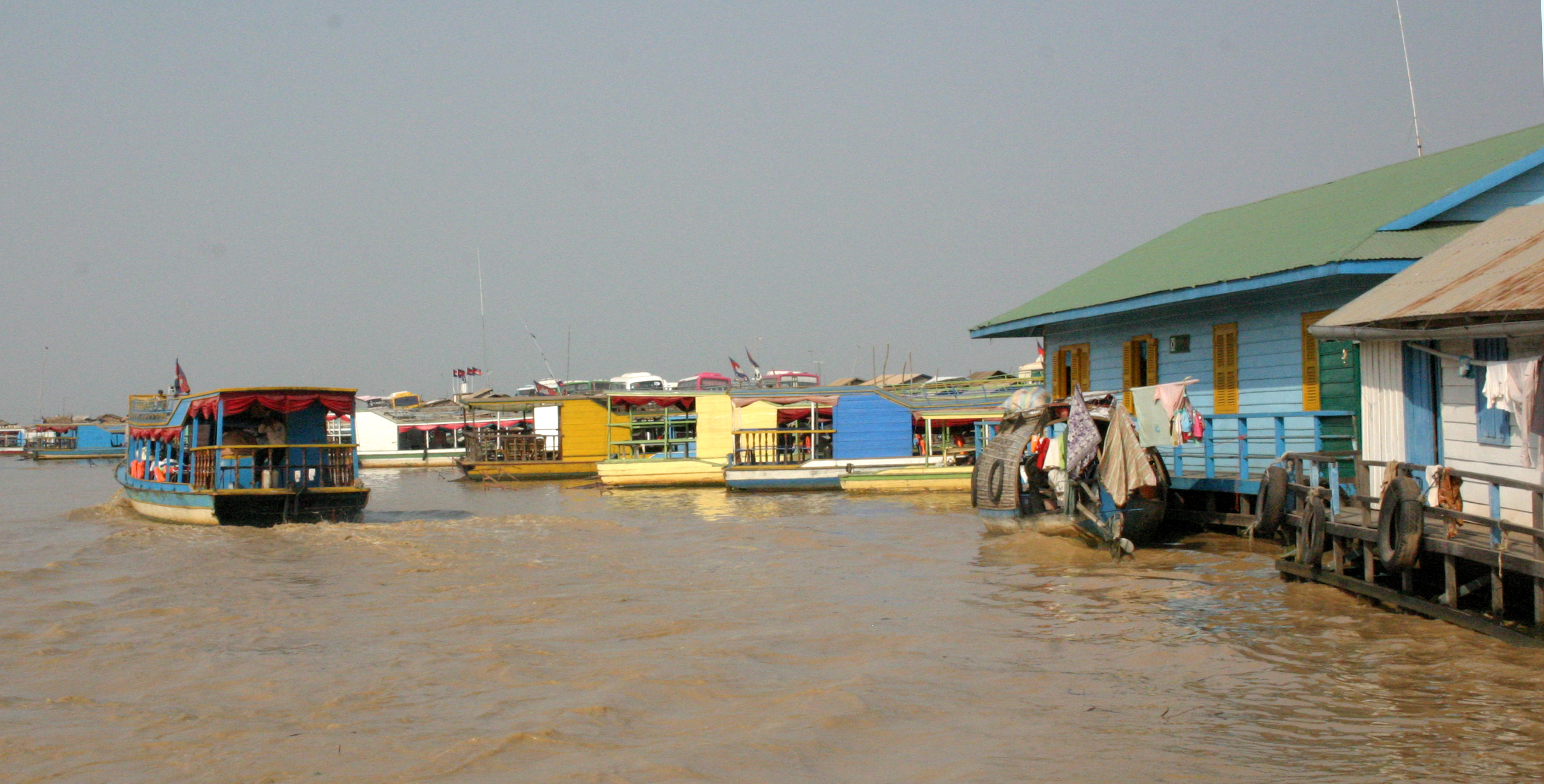
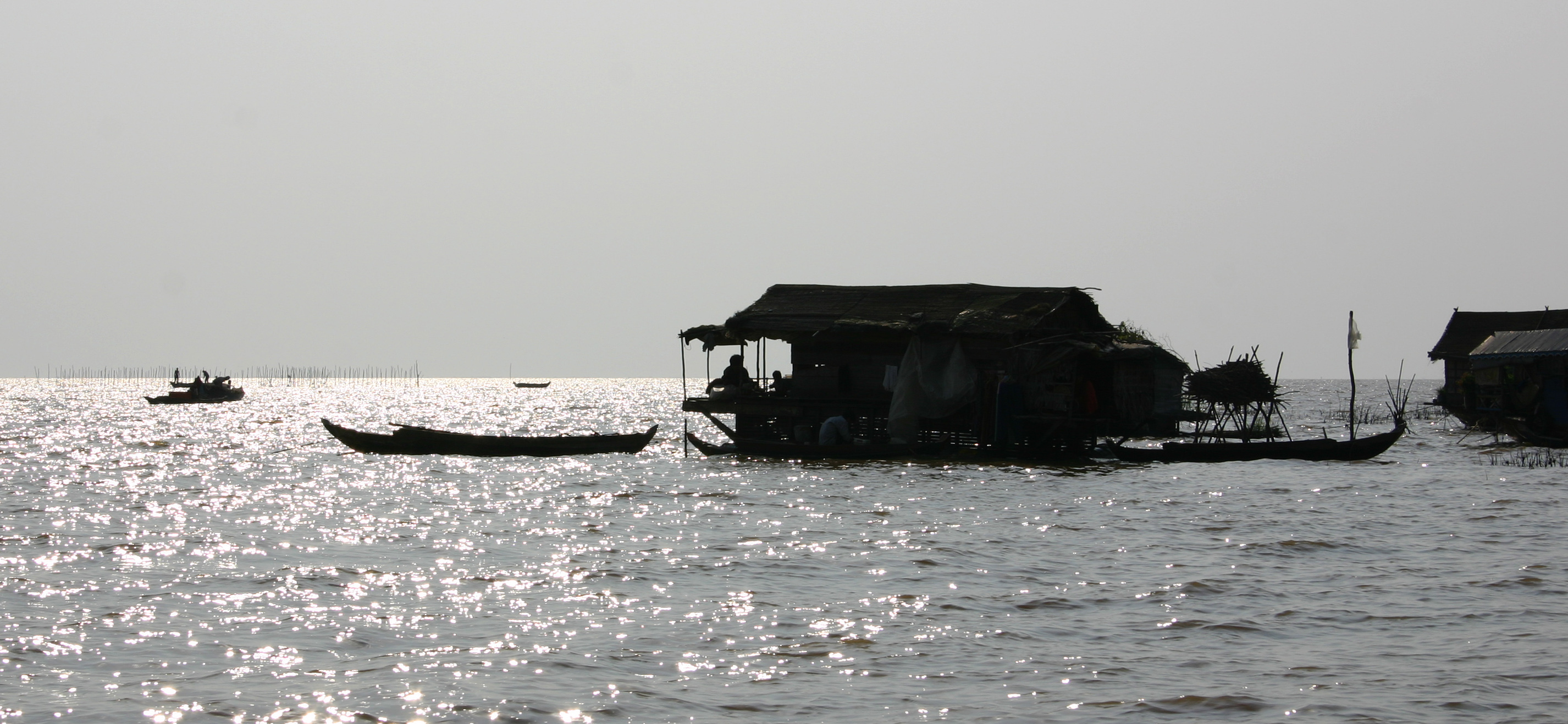
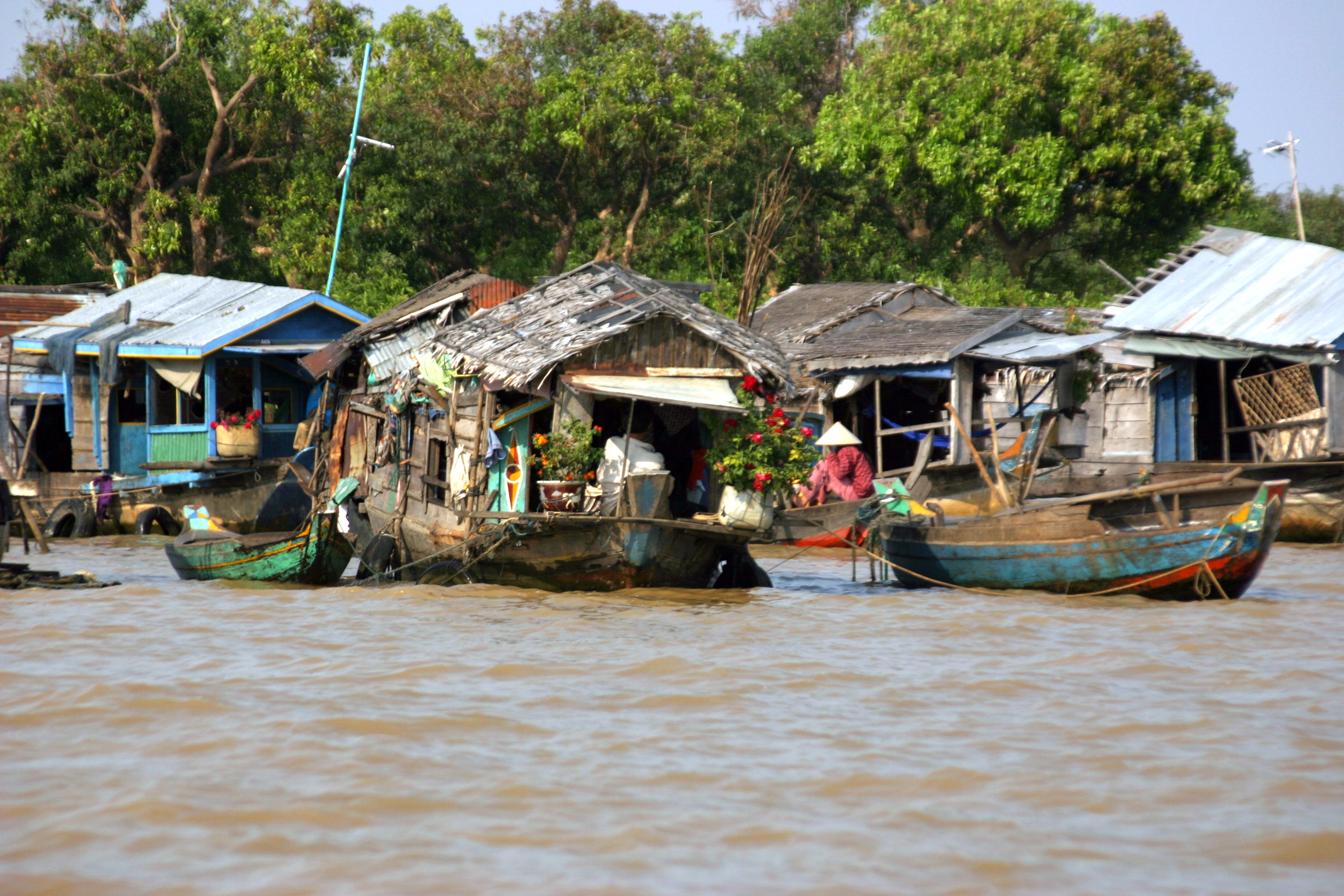
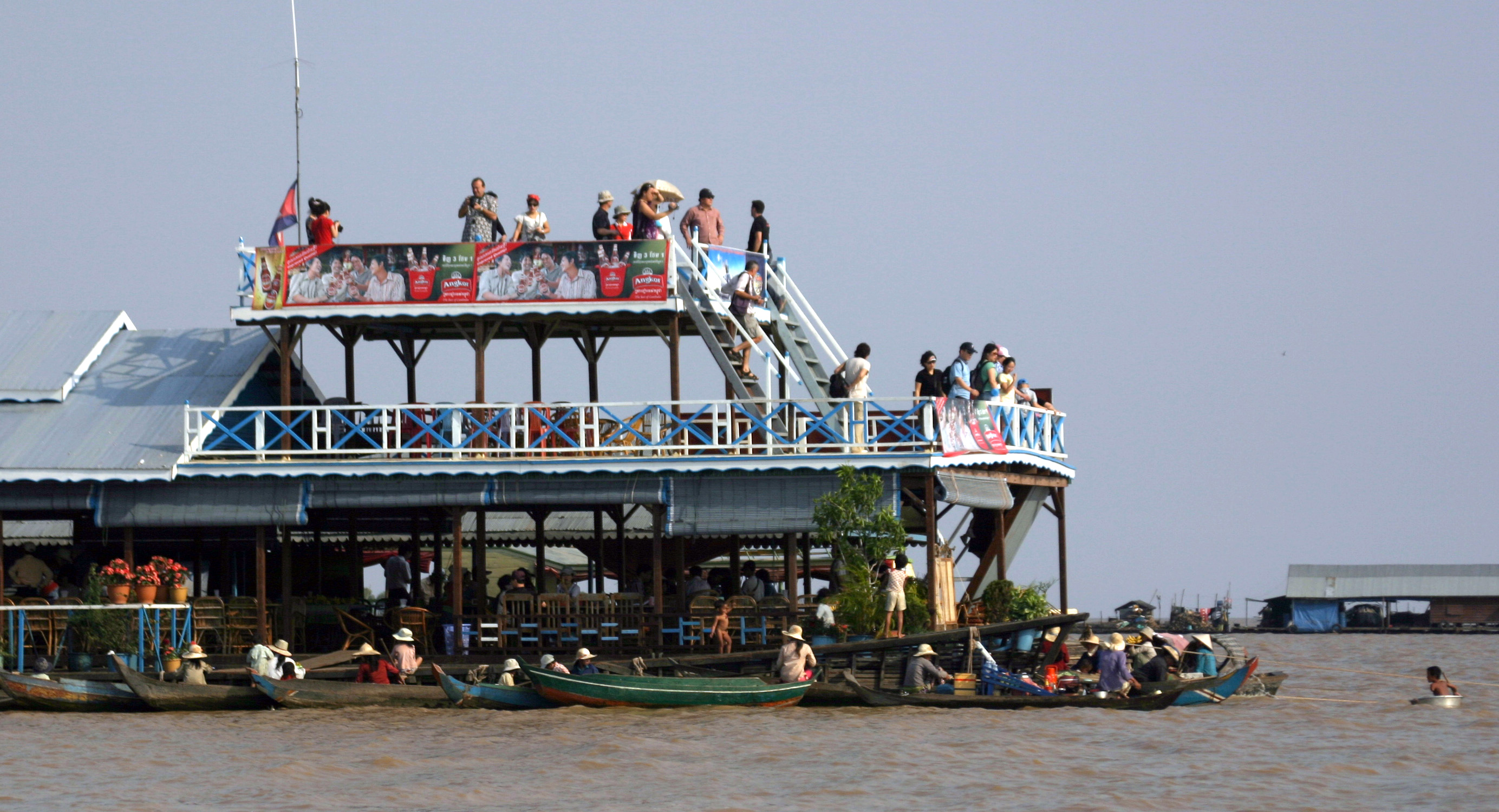
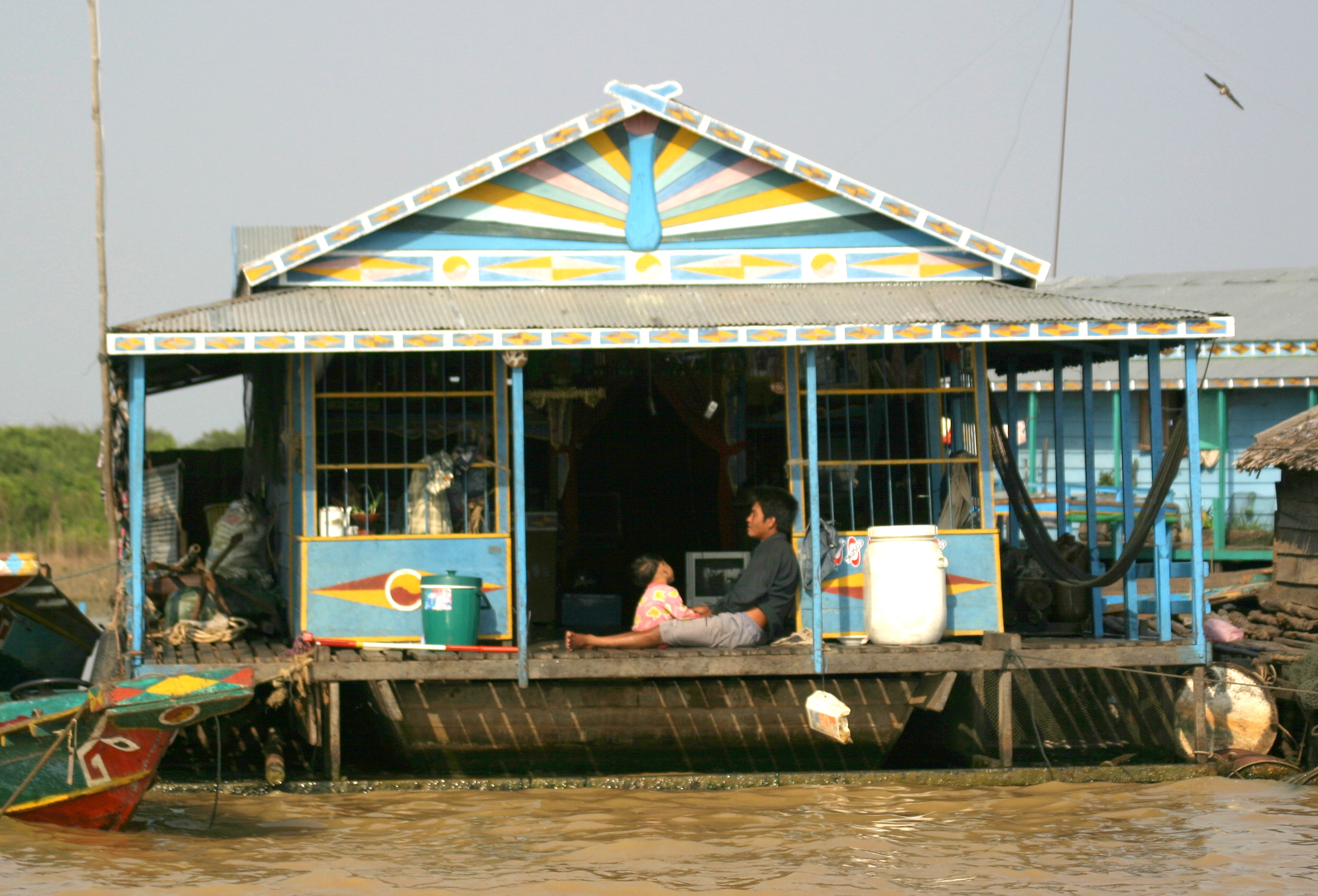
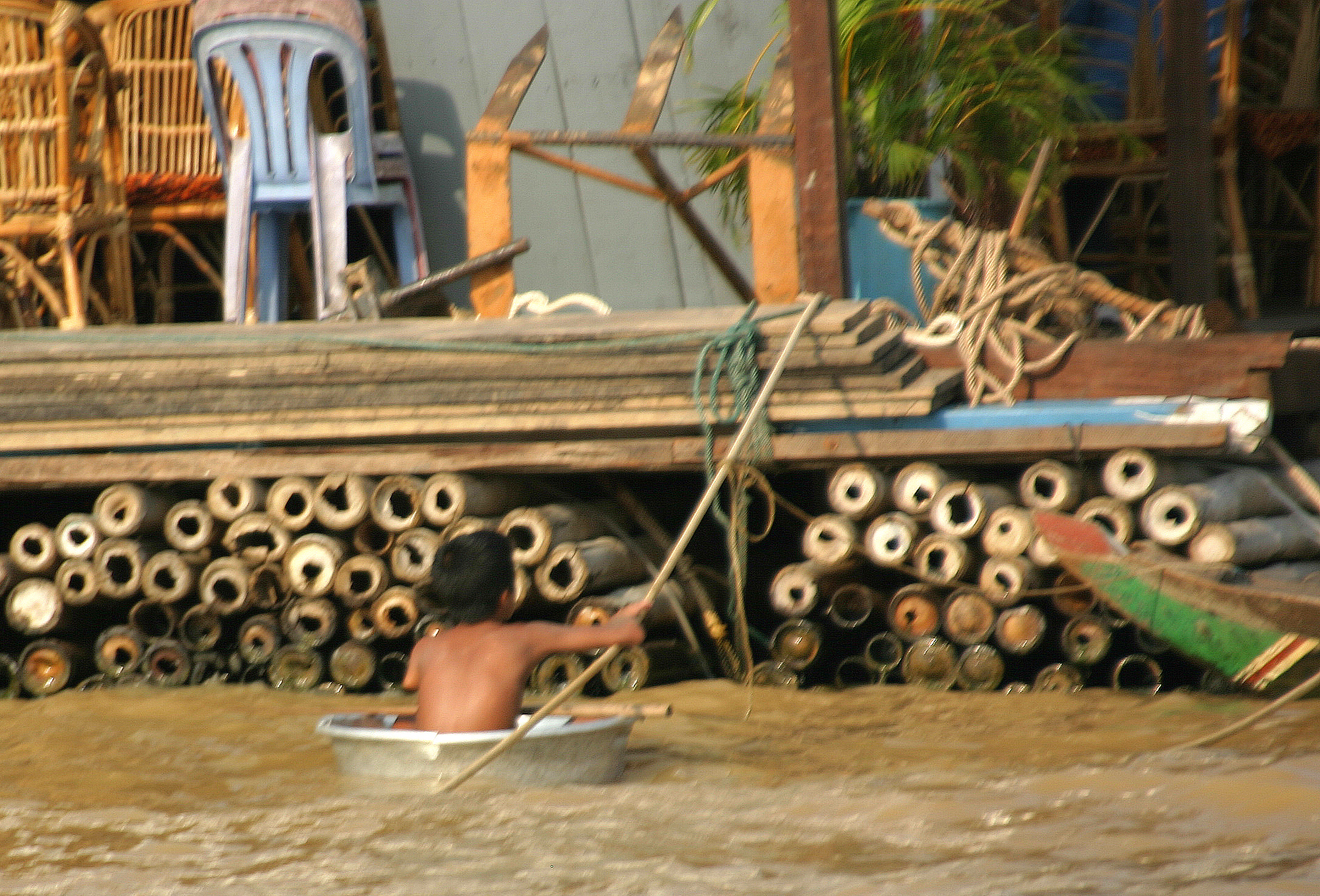
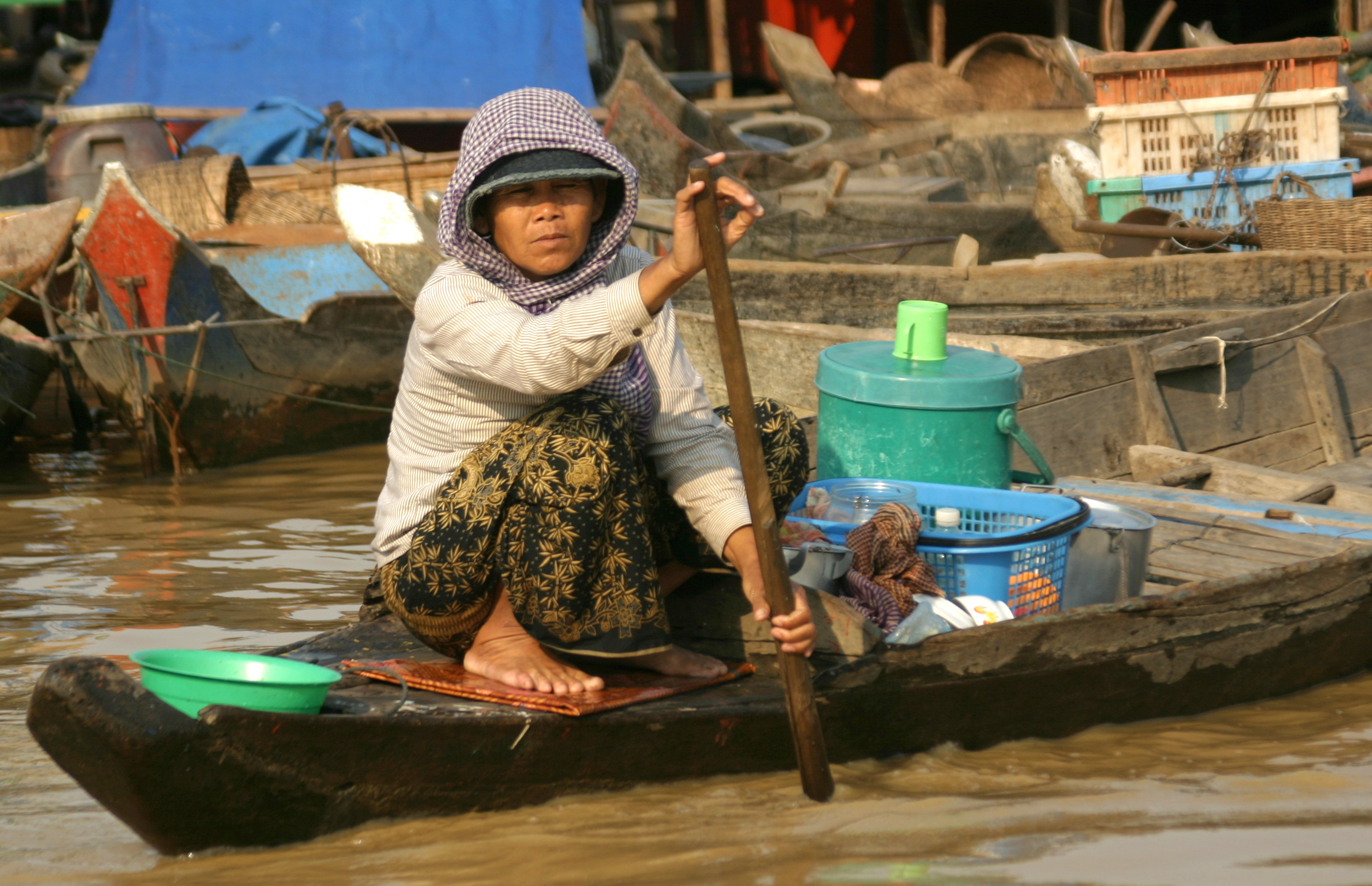
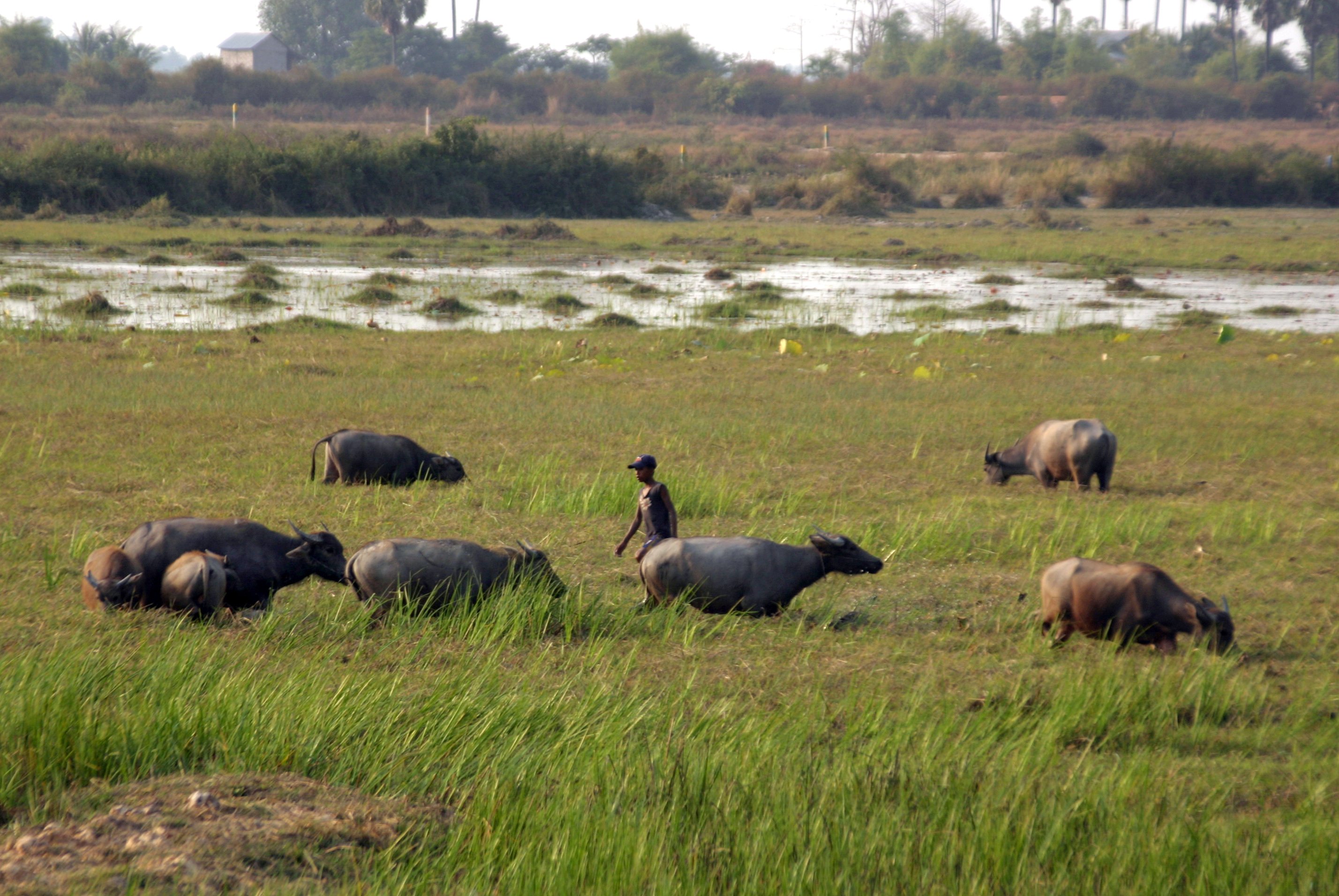